# Lingua gotica di Crimea
La lingua gotica di Crimea fu un dialetto germanico parlato dai Goti di Crimea in alcuni luoghi isolati della Crimea fino al tardo XVIII secolo.

## Fonti
L'esistenza di un dialetto germanico in Crimea è dimostrata da numerose fonti risalenti al periodo compreso tra il IX ed il XVIII secolo. Solo una di queste fonti fornisce dettagli sulla lingua stessa; si tratta di una lettera dell'ambasciatore fiammingo Ogier Ghiselin de Busbecq, databile al 1562 e pubblicata la prima volta nel 1589, la quale fornisce una lista di ottanta parole ed una canzone scritta probabilmente in questa lingua.
Le informazioni date da Busbecq possono essere considerate problematiche per molti motivi: i suoi informatori non erano impeccabili (uno parlava greco ma conosceva il gotico di Crimea come seconda lingua, l'altro era un gotòfono che aveva abbandonato la lingua nativa per adottare il greco); esiste la possibilità che la trascrizione di Busbecq fosse influenzata dalla lingua fiamminga che egli stesso parlava; vi sono errori sicuri nel testo scritto, che rappresenta la nostra unica fonte.

## Derivazione della lingua
Nonostante questo molti dei vocaboli citati da Busbecq sono sicuramente germanici, e riconosciuti da lui come:
- Apel "mela" (cfr. olandese appel, svedese (vild-)apel, äpple, tedesco Apfel)
- Handa "mano" (cfr. tedesco Hand, inglese hand)
- Schuuester "sorella" (cfr. tedesco Schwester, svedese syster)
- Hus "casa" (cfr. tedesco Haus, olandese huis, svedese hus)
- Reghen "pioggia" (cfr. olandese regen, tedesco Regen, svedese regn)
- Singhen "canzone" (cfr. svedese sjunga, inglese song)
- Geen "vai" (cfr. tedesco gehen, olandese gaan, svedese gå)

Busbecq cita anche molte parole che non riuscì a riconoscere, ma che hanno parole simili in germanico:
- ano "gallina" (cfr. inglese hen, tedesco Hahn)
- malthata "detto" (cfr. antico inglese maþelode, antico svedese mälte)

Mentre l'iniziale identificazione di questa lingua come "gotica" si basa probabilmente su concetti sia linguistici che etnologici (ovvero: chi la parlava era goto, quindi la lingua è gotica), essa condivide molti sviluppi fonologici con il gotico utilizzato nella Bibbia gotica di Ulfila. Ad esempio il termine ada "uovo" (svedese ägg) mostra il tipico "consolidamento" gotico del proto-germanico *-jj- in -ddj- (proprio come nel gotico di Ulfila iddja "andato" da PGmc. *ejjon), derivando dal proto-germanico *ajja-.
Esistono anche esempi di caratteristiche conservate nel gotico di Crimea e nella Bibbia Gotica, ma persi nello sviluppo del germanico occidentale e settentrionale. Ad esempio nel gotico di Crimea viene preservato il germanico /z/ come consonante sibilante, mentre divenne /r/ in tutti gli altri dialetti germanici.
Ciò non implica automaticamente che il gotico di Crimea rappresenti semplicemente uno stadio tardivo nello sviluppo del gotico usato nella Bibbia di Ulfila. Alcune innovazioni introdotte da Ulfila non sono presenti nel gotico di Crimea, ad esempio:
- Il gotico di Crimea mantiene il germanico /e/, mentre nella Bibbia diventa /i/. Ad esempio i termini del gotico di Crimea reghen, suuester, nella Bibbia diventano rign, swister
- Il gotico di Crimea mantiene il germanico /u/ prima di /r/ mentre Ulfila usa la /au/, ad esempio il termine vvurt diventa waurþi

In ogni caso esistono somiglianze con lo sviluppo del germanico occidentale, ad esempio la sostituzione di /þ/ con una consonante occlusiva riconoscibile nel gotico di Crimea tria (cfr. Bibbia gotica þriu). Molti studi storici citano le somiglianze con la lingua basso-tedesca e l'intelligibilità del gotico di Crimea con chi parla tedesco.
Esistono due possibili soluzioni:
1. Il gotico di Crimea presenta un ramo separato del germanico orientale, distinto dal gotico di Ulfila
2. Il gotico di Crimea discende dal dialetto dei coloni germanici occidentali che migrarono in Crimea nell'alto medioevo la cui parlata venne in seguito influenzata dal gotico.

Entrambe queste soluzioni vennero proposte la prima volta nel XIX secolo, e sono state in seguito dibattute rispettivamente da Stearns e Grønvik. Mentre non esiste accordo su una soluzione definitiva a questo problema, si accetta il fatto che il gotico di Crimea non sia un discendente diretto del gotico usato nella Bibbia di Ulfila.
Quanto alla canzone citata da Busbecq, è meno ovvio che sia germanica, e si è dimostrata impossibile la sua completa interpretazione. Non esiste accordo neanche sul fatto che si tratti in effetti di gotico di Crimea.